# Euphyia undilinea
Euphyia undilinea là một loài bướm đêm trong họ Geometridae.